# Agrotis sardzeana
Agrotis sardzeana är en fjärilsart som beskrevs av Brandt 1941. Agrotis sardzeana ingår i släktet Agrotis och familjen nattflyn. Inga underarter finns listade i Catalogue of Life.